# G. L. S. Shackle
George Lennox Sharman Shackle (né le 14 juillet 1903 et mort le 3 mars 1992) est un économiste anglais. Il critique la théorie du choix rationnel, il est classé parmi les post-Keynésiens même s'il a été influencé par l'école autrichienne. Une part important de son oeuvre est associée à la théorie de la preuve de Dempster–Shafer.

## Biographie
Il est né à Cambridge. Son père, professeur de mathématiques à Eton. Ses parents ne pouvant lui payer des études universitaires, il fut d'abord employé de banque avant d'étudier à l'université de Londres en 1931. Il commença son doctorat avec Friedrich Hayek à la London School of Economics, avant de se consacrer à une interprétation de la théorie générale de l'emploi, de l'intérêt et de la monnaie. Il obtint son doctorat en 1937
Au début de la Seconde Guerre mondiale il sert dans la S-Branch (un service d'économie rattaché à Winston Churchill). Après la Seconde Guerre mondiale, après un bref passage dans les cabinets ministériels sous la direction de  James Meade, il est nommé à l'université de Leeds, puis à celle de Liverpool où il termine sa carrière.

## Œuvre
Shackle, influencé par John Maynard Keynes et Gunnar Myrdal,  conteste  le rôle habituel des probabilités en économie en soutenant qu'elles ne peuvent pas rendre compte des évènements surprenants. La base de sa pensée peut être trouvée dans la remarque de Keynes :

« By “uncertain” knowledge … I do not mean merely to distinguish what is known for certain from what is only probable. The game of roulette is not subject, in this sense, to uncertainty … The sense in which I am using the term is that in which the prospect of a European war is uncertain, or the price of copper and the rate of interest twenty years hence, or the obsolescence of a new invention … About these matters there is no scientific basis on which to form any calculable probability whatever. We simply do not know! »

— John Maynard Keynes, The General Theory of Employment, Interest and Money
Bien que technique par nature, le travail de Shackle amène l'économie sur des territoires nouveaux en insistant sur l'importance de l'imagination dans les décisions économiques notamment pour découvrir des revenus alternatifs. Bien que le travail de Shackle ait eu un impact limité sur l'économie « mainstream », il continue d'attirer l'intérêt.
Shackle  a également fait une importante contribution dans le domaine de l'histoire de la pensée économique, par ses études sur les écoles de pensée du vingtième siècle. Deux de ces livres sont devenus des classiques : son Years of High Theory qui traite des débats économiques autour de la révolution keynésienne au Royaume-Uni et Epistemics and Economics, une évaluation critique de diverses théories économiques.

## Cygne noir
Dans le Cygne noir (livre)', Nassim Nicholas Taleb écrit au sujet de Shackle:
| « Hayek est un des rares économistes célèbres de la profession (avec J. M. Keynes et G.L.S. Shackle)à se préoccuper de l'influence de la vraie incertitude sur la limitation du savoir dans des livres non lus des bibliothèques économiques.[...] Tragiquement, avant la prolifération de travaux empiriquement aveugles de savants obtus, des travaux intéressants avaient été réalisés par de vrais penseurs comme J. M. Keynes, Friedrich Hayek et le grand Benoit Mandelbrot, tous ont été évincés car ils s'éloignaient de la précision de second-rang de la physique. Très tristement, G.L.S. Shackle, un homme maintenant presque inconnu est un des plus grands parmi les penseurs sous-estimés. Il a introduit la notion de non connaissance et son oeuvre figure parmi les livres non lus de la Bibliothèque d'Umberto Eco. Il est inusuel de voir le nom de ses travaux et, j'ai du acheter ses livres dans des librairies de Londres qui vendent les livres usagés. » | « [Hayek is one of the rare celebrated members of his "profession" (along with J. M. Keynes and G.L.S. Shackle) to focus on true uncertainty, on the limitations of knowledge, on the unread books in Eco's library.[...] Tragically, before the proliferation of empirically blind idiot savants, interesting work had been begun by true thinkers, the likes of J. M. Keynes, Friedrich Hayek, and the great Benoit Mandelbrot, all of whom were displaced because they moved economics away from the precision of second-rate physics. Very sad. 'One great underestimated thinker is G.L.S. Shackle, now almost completely obscure, who introduced the notion of "unknowledge"', that is, the unread books in Umberto Eco's library. It is unusual to see Shackle's work mentioned at all, and I had to buy his books from secondhand dealers in London. » |

### De Shackle
- (en) Frowen, S.F. (ed.), Economists in Discussion : The Correspondence Between G.L.S. Shackle and Stephen F. Frowen, 1951-1992, New York, Palgrave Macmillan, 2004 (ISBN 978-0-333-77208-9, LCCN 2003053269)
- Shackle, G.L.S (1938) Expectations, Investment and Income
- (en) -, Expectations in Economics, Westport, Gibson Press, 1949 (ISBN 978-0-88355-816-4, LCCN 78014143)
- Economics for Pleasure, Cambridge University Press, 1959 (ISBN 0-521-06282-9)
- Decision Order & Time in Human Affairs, Cambridge University Press, 1961
- (en) -, The Years of High Theory : Invention and Tradition in Economic Thought 1926-1939, Cambridge, Cambridge University Press, 1967, 336 p., relié (ISBN 978-0-521-06279-4, LCCN 67012320)
- (en) -, Expectation, Enterprise and Profit : The Theory of the Firm, Londres, Routledge, 1970, 160 p. (ISBN 978-0-415-31378-0, lire en ligne)
- (en) -, Epistemics & Economics : A Critique of Economic Doctrines, Nouveau-Brunswick, Transaction Publishers, 1972, 482 p. (ISBN 978-1-56000-558-2, LCCN 91008140)
- (en) -, Imagination and the Nature of Choice, Édimbourg, Edinburgh University Press, 1979 (ISBN 978-0-85224-357-2, LCCN 80468359)
- The Bounds of Unknowledge, New York, St. Martin's Press, 1983

### Sur Shackle
- Stephen, F.H. (ed.), Expectation, Possibility and Interest : Appraisal of the Economics of GLS Shackle, MCB University Press, 1985 (ISBN 0-86176-228-2)
- Arrow, Kenneth J., et Leonid Hurwicz, L. et al. (1972) in Charles Frederick Carter and J.L. Ford (eds.), Uncertainty and Expectations in Economics. Essays in Honour of G.L.S. Shackle. Oxford: Basil Blackwell, New York :Augustus M. Kelley.
- Frowen,S.F. (2004) "Shackle, George Lennox Sharman (1903–1992)", Oxford Dictionary of National Biography, Oxford University Press, , accessed 3 April 2006
- Earl, Peter E. and Littleboy, Bruce (2014) G.L.S. Shackle (Great Thinkers in Economics), Palgrave Macmillan.  (ISBN 978-1137281852)*(en) Stephen, F.H. (ed.), Expectation, Possibility and Interest : Appraisal of the Economics of GLS Shackle, Bradford, MCB University Press, 1985, 112 p. (ISBN 978-0-86176-228-6)
- Frowen,S.F. (2004) "Shackle, George Lennox Sharman (1903–1992)", Oxford Dictionary of National Biography, Oxford University Press, , <accessed 3 April 2006>
- (en) Edité par Peter E. Earl et Stephen F.Frowen, Economic as an Art of Thought, Essays in memory of G.L.S.Shackle, Routledge, 2000
  - (en) Peter E. Earl et Stephen F. Frowen, « Introduction », dans Economic as an Art of Thought, Essays in memory of G.L.S.Shackle, 2000